# Icosaedru trunchiat
În geometrie icosaedrul trunchiat este un poliedru arhimedic cu 32 de fețe regulate (12 pentagoane și 20 de hexagoane), 90 de laturi și 60 de vârfuri. Dacă nu se specifică altfel, toate laturile sale au aceeași lungime. Este singurul poliedru uniform cu fețe care nu sunt triunghiuri sau pătrate. Deoarece fiecare dintre fețele sale are simetrie față de centru, icosaedrul trunchiat este un zonoedru.
Poliedrul său dual este dodecaedrul pentakis.
Are indicele de poliedru uniform U25, indicele Coxeter C27 și indicele Wenninger W9. Este poliedrul Goldberg GPV(1,1) sau {5+,3}1,1.
Poate tesela spațiul hiperbolic sub forma fagurelui dodecaedric bitrunchiat de ordinul 5
Geometria sa este folosită la mingile de fotbal, realizate de obicei cu hexagoane albe și pentagoane negre. De asemenea, domurile geodezice au geometrii similare. 

## Construcție și dimensiuni

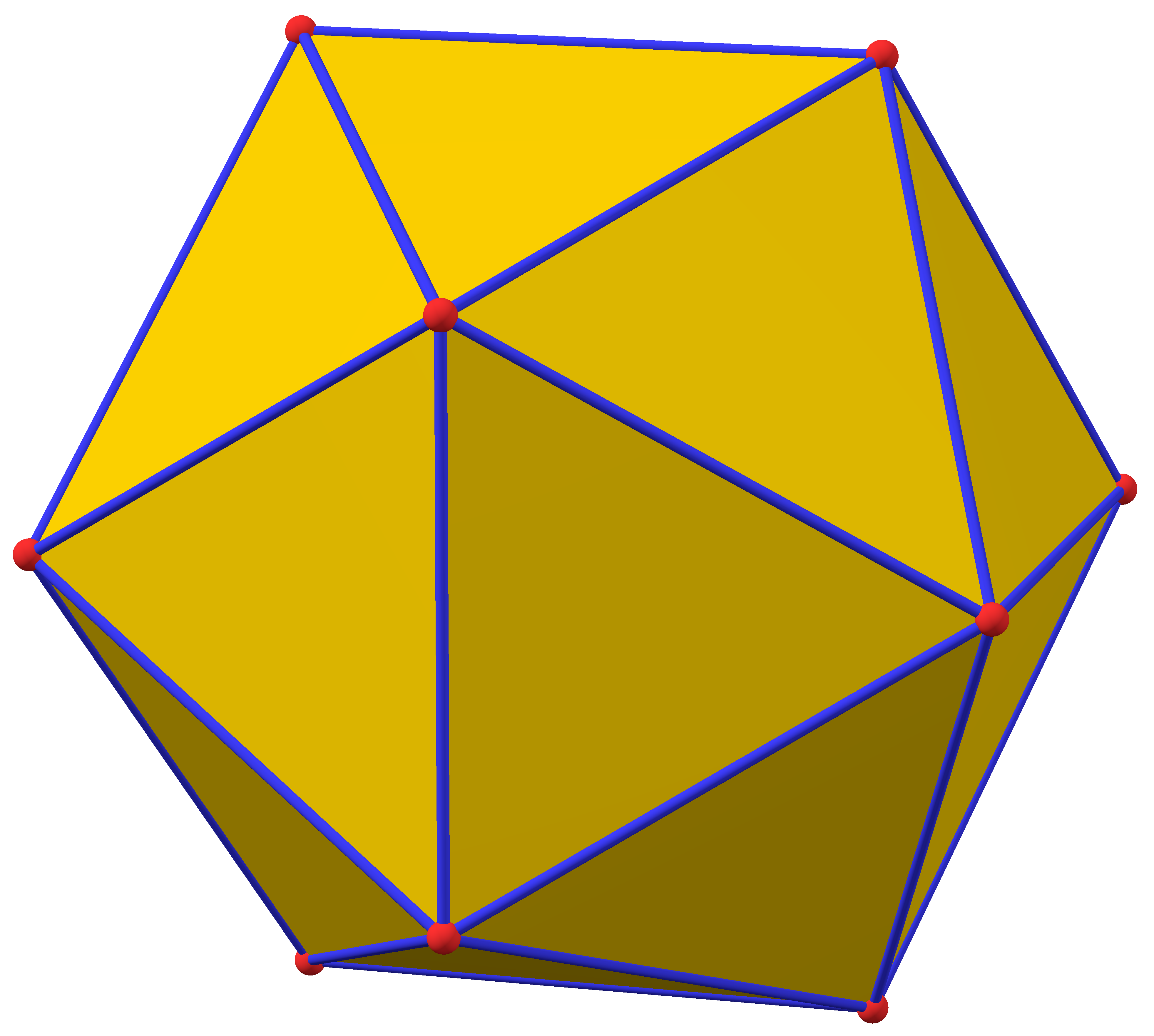
Icosaedru

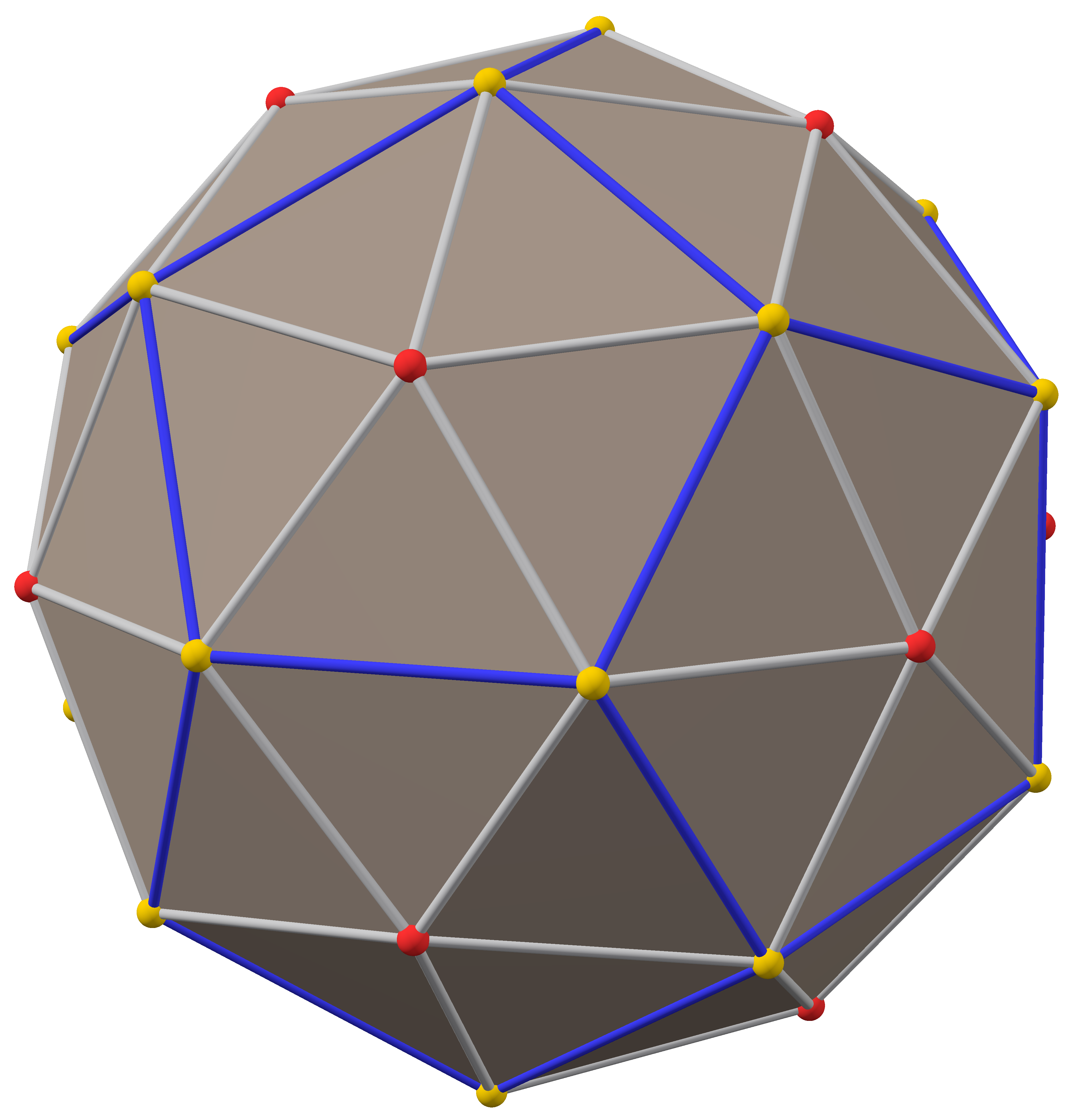
Dual, dodecaedrul pentakis

Acest poliedru poate fi construit dintr-un icosaedru prin trunchierea celor 12 vârfuri astfel încât din fiecare latură să fie tăiată câte o treime, la ambele capete. Acest lucru creează 12 fețe noi pentagonale și transformă cele 20 de fețe triunghiulare inițiale în hexagoane regulate. Astfel lungimea laturilor este de o treime din cea a laturilor inițiale. În plus, forma are 1440 de diagonale.

### Coordonate carteziene
Coordonatele carteziene ale vârfurilor unui icosaedru trunchiat cu lungimea laturilor de 2 sunt permutările a:
(0, ±1, ±3φ)
(±1, ±(2 + φ), ±2φ)
(±φ, ±2, ±(2φ + 1))
unde φ = 1 + √5/2 este secțiunea de aur. Raza circumscrisă este √9φ + 10 ≈ 4,956

### Dimensiuni

Dreptunghiuri reciproc ortogonale cu laturile în raportul de aur desenate în icosaedru

Dacă lungimea laturii icosaedrului trunchiat este a, raza unei sfere circumscrise (una care atinge icosaedrul trunchiat în toate vârfurile) este:
{\displaystyle r_{\mathrm {u} }={\frac {a}{2}}{\sqrt {1+9\varphi ^{2}}}={\frac {a}{4}}{\sqrt {58+18{\sqrt {5}}}}\approx 2,478\,018\,66\,a.}
Acest rezultat este ușor de obținut folosind unul dintre cele trei dreptunghiuri ortogonale desenate în icosaedru (v. figura alăturată) ca punct de plecare. Unghiul dintre segmentele care unesc centrul și vârfurile conectate printr-o latură comună (calculat pe baza acestei construcții) este de aproximativ 23,281446°.

### Aria și volumul
Aria A și volumul V al icosaedrului trunchiat cu lungimea laturii a sunt:
{\displaystyle {\begin{aligned}A&=\left(20\cdot {\frac {3}{2}}{\sqrt {3}}+12\cdot {\frac {5}{4}}{\sqrt {1+{\frac {2}{\sqrt {5}}}}}\right)\,a^{2}&&\approx 72,607\,253~a^{2}\\V&={\frac {125+43{\sqrt {5}}}{4}}\,a^{3}&&\approx 55,287\,730\,8~a^{3}.\end{aligned}}}

## Proiecții ortogonale
Icosaedrul trunchiat are cinci proiecții ortogonale particulare, centrate: pe un vârf, pe două tipuri de muchii și pe două tipuri de fețe: hexagonale și pentagonale. Ultimele două corespund planelor Coxeter A2 și H2
| Centrată pe         | Vârf | Latură 5-6 | Latură 6-6 | Față hexagon | Față pentagon |
| ------------------- | ---- | ---------- | ---------- | ------------ | ------------- |
| Imagine             |      |            |            |              |               |
| Cadru de sârmă      |      |            |            |              |               |
| Simetrie proiectivă | [2]  | [2]        | [2]        | [6]          | [10]          |
| Dual                |      |            |            |              |               |

## Pavări sferice
|                      | centrată pe pentagon    | centrată pe hexagon     |
| Proiecții ortogonale | Proiecții stereografice | Proiecții stereografice |

Icosaedrul trunchiat poate fi reprezentat și ca o pavare sferică și proiectat în plan printr-o proiecție stereografică. Această proiecție este conformă, conservând unghiurile, dar nu și ariile sau lungimile. Liniile drepte pe sferă sunt proiectate în plan ca arce de cerc.

## Poliedre și pavări înrudite
| Familia de poliedre icosaedrice uniforme | Familia de poliedre icosaedrice uniforme | Familia de poliedre icosaedrice uniforme | Familia de poliedre icosaedrice uniforme | Familia de poliedre icosaedrice uniforme | Familia de poliedre icosaedrice uniforme | Familia de poliedre icosaedrice uniforme | Familia de poliedre icosaedrice uniforme |
| Simetrie: [5,3], (*532)                  | Simetrie: [5,3], (*532)                  | Simetrie: [5,3], (*532)                  | Simetrie: [5,3], (*532)                  | Simetrie: [5,3], (*532)                  | Simetrie: [5,3], (*532)                  | Simetrie: [5,3], (*532)                  | [5,3]+, (532)                            |
| ---------------------------------------- | ---------------------------------------- | ---------------------------------------- | ---------------------------------------- | ---------------------------------------- | ---------------------------------------- | ---------------------------------------- | ---------------------------------------- |
|                                          |                                          |                                          |                                          |                                          |                                          |                                          |                                          |
|                                          |                                          |                                          |                                          |                                          |                                          |                                          |                                          |
| {5,3}                                    | t{5,3}                                   | r{5,3}                                   | t{3,5}                                   | {3,5}                                    | rr{5,3}                                  | tr{5,3}                                  | sr{5,3}                                  |
| Duale ale poliedrelor uniforme           |                                          |                                          |                                          |                                          |                                          |                                          |                                          |
|                                          |                                          |                                          | Fișier:PentakisDodecahedron.svg          |                                          |                                          |                                          |                                          |
| V5.5.5                                   | V3.10.10                                 | V3.5.3.5                                 | V5.6.6                                   | V3.3.3.3.3                               | V3.4.5.4                                 | V4.6.10                                  | V3.3.3.3.5                               |

| Variante de simetrii *n32 ale pavărilor trunchiate: n.6.6 | Variante de simetrii *n32 ale pavărilor trunchiate: n.6.6 | Variante de simetrii *n32 ale pavărilor trunchiate: n.6.6 | Variante de simetrii *n32 ale pavărilor trunchiate: n.6.6 | Variante de simetrii *n32 ale pavărilor trunchiate: n.6.6 | Variante de simetrii *n32 ale pavărilor trunchiate: n.6.6 | Variante de simetrii *n32 ale pavărilor trunchiate: n.6.6 | Variante de simetrii *n32 ale pavărilor trunchiate: n.6.6 | Variante de simetrii *n32 ale pavărilor trunchiate: n.6.6 | Variante de simetrii *n32 ale pavărilor trunchiate: n.6.6 | Variante de simetrii *n32 ale pavărilor trunchiate: n.6.6 | Variante de simetrii *n32 ale pavărilor trunchiate: n.6.6 |                        |
| Sim. *n42 [n,3]                                           | Sferică                                                   | Sferică                                                   | Sferică                                                   | Sferică                                                   | Euclid.                                                   | Compactă                                                  | Compactă                                                  | Paracomp.                                                 | Hiperbolică necompactă                                    | Hiperbolică necompactă                                    | Hiperbolică necompactă                                    | Hiperbolică necompactă |
| Sim. *n42 [n,3]                                           | *232 [2,3]                                                | *332 [3,3]                                                | *432 [4,3]                                                | *532 [5,3]                                                | *632 [6,3]                                                | *732 [7,3]                                                | *832 [8,3]...                                             | *∞32 [∞,3]                                                | [12i,3]                                                   | [9i,3]                                                    | [6i,3]                                                    |                        |
| --------------------------------------------------------- | --------------------------------------------------------- | --------------------------------------------------------- | --------------------------------------------------------- | --------------------------------------------------------- | --------------------------------------------------------- | --------------------------------------------------------- | --------------------------------------------------------- | --------------------------------------------------------- | --------------------------------------------------------- | --------------------------------------------------------- | --------------------------------------------------------- | ---------------------- |
| Figuri trunchiate                                         |                                                           |                                                           |                                                           |                                                           |                                                           |                                                           |                                                           |                                                           |                                                           |                                                           |                                                           |                        |
| Config.                                                   | 2.6.6                                                     | 3.6.6                                                     | 4.6.6                                                     | 5.6.6                                                     | 6.6.6                                                     | 7.6.6                                                     | 8.6.6                                                     | ∞.6.6                                                     | 12i.6.6                                                   | 9i.6.6                                                    | 6i.6.6                                                    |                        |
| Figuri n-kis                                              |                                                           |                                                           |                                                           |                                                           |                                                           |                                                           |                                                           |                                                           |                                                           |                                                           |                                                           |                        |
| Config.                                                   | V2.6.6                                                    | V3.6.6                                                    | V4.6.6                                                    | V5.6.6                                                    | V6.6.6                                                    | V7.6.6                                                    | V8.6.6                                                    | V∞.6.6                                                    | V12i.6.6                                                  | V9i.6.6                                                   | V6i.6.6                                                   |                        |

Aceste poliedre stelate uniforme și o stelare icosaedrică au anvelopa convexă de icosaedre trunchiate neuniforme:
| Icosaedru trunchiat neuniform 2 5 \| 3 | U37 2 5/2 \| 5 | U61 5/2 3 \| 5/3 | U67 5/3 3 \| 2       | U73 2 5/3 (3/2 5/4) | Stelarea completă |
| Icosaedru trunchiat neuniform 2 5 \| 3 | U38 5/2 5 \| 2 | U44 5/3 5 \| 3   | U56 2 3 (5/4 5/2) \| |                     |                   |
| Icosaedru trunchiat neuniform 2 5 \| 3 | U32 \| 5/2 3 3 |                  |                      |                     |                   |